# Lülsfeld
Lülsfeld är en kommun och ort i Landkreis Schweinfurt i Regierungsbezirk Unterfranken i förbundslandet Bayern i Tyskland.
Kommunen ingår i kommunalförbundet Gerolzhofen tillsammans med staden Gerolzhofen, köpingen Oberschwarzach och kommunerna Dingolshausen, Donnersdorf, Frankenwinheim, Michelau im Steigerwald och Sulzheim.